# Caravanshow
De Caravanshow was de officieuze titel van een wekelijkse Samson en Gert-televisieshow uit de periode 1996-1998, waarin Samson en Gert met hun caravan naar het bos trokken en van daaruit onder meer lezersbrieven en -tekeningen deelden. Het programma volgde de zogenaamde Studioshow op. Officieel werd de show ook gewoon Samson en Gert genoemd, maar ter onderscheid van de televisieserie hanteren fans gewoonlijk de naam De Caravanshow. In 1998 besloot men met het programma te stoppen.

## Rolverdeling
- Samson: Danny Verbiest
- Gert: Gert Verhulst
- Alberto: Koen Crucke
- Burgemeester: Walter De Donder
- Meneer Meert: Stefan Meert

## Crew
- Scenario: Danny Verbiest, Gert Verhulst en Hans Bourlon
- Technische faciliteiten: Alfacam, o.l.v. Gabriël Fehervari
- Camera: Herman Wolfs en Dimitri De Prins
- Mixing en montage: Jakob Schjödt-Pedersen en Stefaan Van Wilderode
- Muziek: Johan Vanden Eede
- Geluid: Eric Asselberghs
- Beeldcorrectie: David Van den Bergh
- Licht: Hans Schelfhout
- Studio: Studio 100, Schelle
- Rekwisieten en kostuum: Hans Verdyck, Jan Wouters, Mies Van Molle
- Make-up: Arnold Rottiers
- Technisch verantwoordelijke: Wouter Verhulst
- Opnameleiding: Steve Van Camp
- Regie: Bart Van Leemputten
- Regieassistentie: Britt Spooren
- Productie: Hans Bourlon en Bart Van Leemputten
- Producent: Studio 100

## Rubrieken
- Het gedicht
- Brieven & tekeningen
- De liefdesbrief
- Het kusje
- Look-a-like
- De jarige
- De quiz
- De videoclip
- De mop
- Het avontuur

## Trivia
- De rubrieken 'Het kusje' en 'De quiz' waren er beide maar één seizoen.
- In het onderdeel 'De mop' vertelde Alberto iedere week een mop aan zijn klant, meneer Meert. Stefan Meert is de manager van Koen Crucke.